# Apogon natalensis
Apogon natalensis es una especie de pez de la familia de los apogónidos en el orden de los perciformes.

## Morfología
Los machos pueden llegar a alcanzar los 19 cm de longitud total.

## Distribución geográfica
Se encuentran desde el Mar Rojo hasta Durban (Sudáfrica).